# 마나낭갈

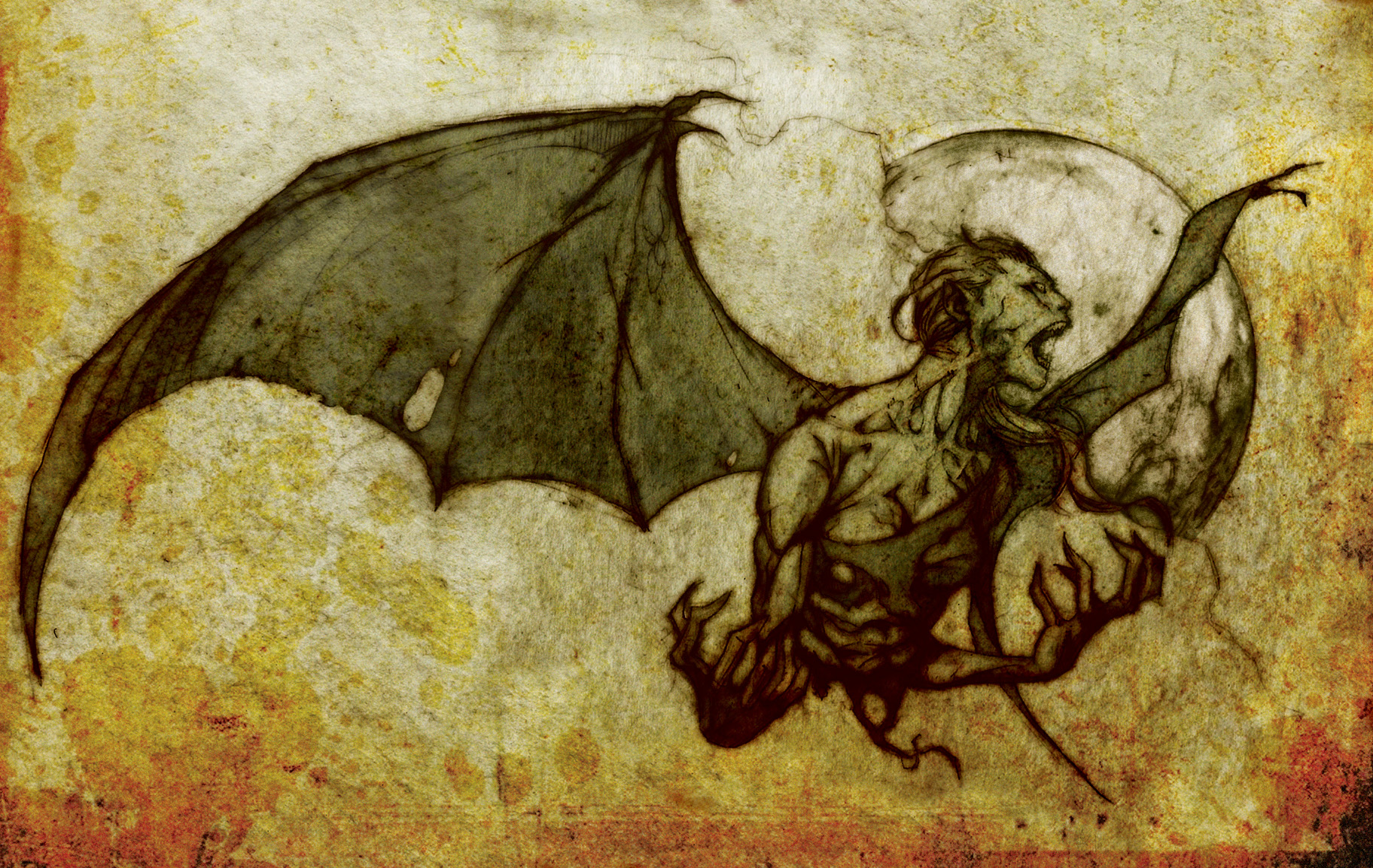
마나낭갈을 묘사한 21세기의 그림

마나낭갈(타갈로그어: Manananggal)은 필리핀 전설에 등장하는 괴물이다. 상체를 하체에서 분리할 수 있는 인간형의 괴물로 묘사되며 박쥐와 같은 날개가 달린 상하가 분리된 육체에서 내부 장기를 드러낸 채 밤에 먹이를 찾아 날아다닌다고 전해진다.